# تودجمانية

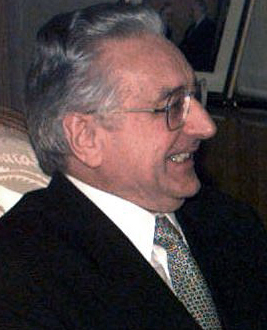
فرانيو تودجمان رئيس كرواتيا من عام 1991 حتى عام 1999.

شعار الاتحاد الديمقراطي الكرواتي.

تودجمانية هي شكل من أشكال القومية الكرواتية. عرفها فرانيو تودجمان على أنها قومية غير شيوعية مع «إعادة فحص التاريخ الكرواتي». وفقا للمؤرخ الكرواتي إيفو باناتش توحد تودجمانية جميع أشكال مناهضة الليبرالية الكرواتية أي الفاشية الكرواتية والشيوعية الكرواتية من أجل نظام. وفقا لرافليتش تحتوي الأيديولوجية على عناصر تأليه للشعب الكرواتي بدأها أنتي ستارتشيفيتش وهو استمرار لتقليد القرن العشرين المحافظ الذي يرفض الديمقراطية الليبرالية ومزيجا من الأفكار التي يمثلها المحافظون الجدد. كان النظام الناتج سلطويا وخلق شكلا من أشكال رأسمالية المحاسيب وشارك في خلق هيمنة أيديولوجية.
استندت «إعادة النظر في التاريخ الكرواتي» في الغالب إلى الحرب العالمية الثانية في يوغوسلافيا. أدى إدراك أن إنشاء دولة كرواتية مستقلة سيتطلب مساعدة كل من القوميين الكروات والشيوعيين الكرواتيين إلى ما يسمى بسياسة المصالحة التي تبناها تودجمان وكذلك ماكس لوبوريتش ولاحقا برونو بوشيتش.
تضمن برنامجه السياسي بعض العناصر البسيطة ولكن المهمة: رفض إيديولوجية أوستاشا الشيوعية والفاشية باعتبارها أنظمة شمولية فوق وطنية دفنها التاريخ. تدعيم الشتات الكرواتي ولكن مع الإدراك بأن النضال من أجل سيادة كرواتيا سيقود في البلاد وحاول عقد اتفاق مع الصرب باعتبارهم أكثر الأشخاص عددا وتأثيرا في يوغوسلافيا وأكبر أقلية قومية في كرواتيا وربط كرواتيا والبوسنة والهرسك كدول جغرافية سياسية واقتصادية ومكانية توجه بعضها إلى أخرى.
في العديد من السمات المهمة ظلت وجهات نظره وبرنامجه غير مكتملين: على سبيل المثال على الرغم من أنه كان من الواضح أن الشمولية آخذة في الانهيار إلا أنه لا يزال من غير المؤكد كم من الوقت ستستغرق العملية (كان الشيء نفسه ينطبق على يوغوسلافيا السابقة). من المحتمل أن يأخذ تودجمان في الحسبان كلا الخيارين: البقاء في نوع من الاتحاد الكونفدرالي يوغوسلافيا بنظام اقتصادي هجين اشتراكي رأسمالي بالإضافة إلى دولة كرواتية مستقلة تماما مع مبادئ الليبرالية الاقتصادية (الجدل حول الخصخصة).
شهد التاريخ الكرواتي الحديث ثلاث عمليات. كانت العملية الأولى هي ما يسمى بإزالة التيتو والتي بدأت بعد ذلك حقبة تودجمانية في عام 1989 واستمرت حتى عام 2000 وبعد وفاة فرانيو تودجمان وبعد أن أصبح ايفو ساندر رئيسا للاتحاد الديمقراطي الكرواتي. خلال رئاسة ساندر بدأت ما يسمى بعملية فك الارتباط في كرواتيا واستمرت حتى استقالته من الحزب. وخلفه نائبه يادرانكا كوسور وفي مايو 2012 انتخب الاتحاد الديمقراطي الكرواتي رئيسا جديدا توميسلاف كاراماركو الذي أعلن عن إدارة الاتحاد الديمقراطي الكرواتي.